# USS Providence (CLG-6)
USS Providence (CL–82/CLG-6/CG-6) là một tàu tuần dương hạng nhẹ thuộc lớp Cleveland của Hải quân Hoa Kỳ được hoàn tất khi Chiến tranh Thế giới thứ hai sắp kết thúc. Nó là chiếc tàu chiến thứ tư của Hải quân Mỹ được đặt cái tên này, được đặt theo tên thành phố Providence thuộc tiểu bang Rhode Island. Providence được cho nhập biên chế quá trễ để có thể tham gia Thế Chiến II, và giống như hầu hết các tàu chị em cùng lớp, nó xuất biên chế không lâu sau đó và được đưa về lực lượng dự bị.
Sau gần mười năm bị bỏ không, Providence là chiếc đầu tiên trong số ba chiếc lớp Cleveland được cải biến thành tàu tuần dương tên lửa điều khiển thuộc lớp Providence, được trang bị hai dàn phóng tên lửa đất-đối-không tầm xa Terrier. Đồng thời nó cũng được cải biến để phục vụ như soái hạm, nên đã mở rộng cấu trúc thượng tầng phía trước và tháo dỡ hầu hết vũ khí phía mũi. Được tái biên chế trở lại với ký hiệu lườn mới CLG-6 (sau là CG-6), Providence phục vụ tại khu vực Thái Bình Dương và từng tham gia Chiến tranh Việt Nam; con tàu được cho xuất biên chế lần sau cùng vào năm 1973 và bị tháo dỡ vào năm 1980. Providence được tặng tưởng sáu Ngôi sao chiến trận cho thành tích hoạt động trong cuộc Chiến tranh Việt Nam.

## Thiết kế và chế tạo

### Thiết kế
Lớp Cleveland được thiết kế nhằm mục đích gia tăng tầm xa hoạt động, tăng cường hỏa lực phòng không và sự bảo vệ chống ngư lôi so với các tàu tuần dương Hoa Kỳ trước đây. Cho dù kém hơn ba nòng pháo 6-inch so với những chiếc lớp Brooklyn dẫn trước, hệ thống kiểm soát hỏa lực mới và tiên tiến hơn giúp cho lớp Cleveland có được ưu thế về hỏa lực trong chiến đấu thực tế. Tuy nhiên việc tăng cường thêm dàn hỏa lực phòng không hạng nhẹ cho đến cuối Thế Chiến II khiến các con tàu bị nặng đầu đáng kể.

### Chế tạo
Providence được đặt lườn vào ngày 27 tháng 7 năm 1943 tại Xưởng tàu Fore River của hãng Bethlehem Steel tại Quincy, Massachusetts. Nó được hạ thủy vào ngày 28 tháng 12 năm 1944, được đỡ đầu bởi Bà Mary Roberts, và được cho nhập biên chế tại Xưởng hải quân Boston vào ngày 15 tháng 5 năm 1945 dưới quyền chỉ huy của hạm trưởng, Đại tá Hải quân John Ryan.

## Lịch sử hoạt động

### Thập niên 1940
Khởi hành từ Boston vào ngày 13 tháng 6 năm 1945, Providence hoàn tất việc chạy thử máy tại vịnh Guantánamo, Cuba. Sau khi quay về Newport, Rhodes Island vào ngày 4 tháng 9, nó tiến hành huấn luyện thủy thủ đoàn tương lai của tàu tuần dương và tàu sân bay cho đến ngày 6 tháng 10. Rời Boston vào tháng 11, chiếc tàu tuần dương mới vượt Đại Tây Dương, ghé thăm Piraeus, Hy Lạp vào tháng 12, Istanbul thuộc Thổ Nhĩ Kỳ cùng với thiết giáp hạm Missouri từ ngày 5 đến ngày 9 tháng 4 năm 1946 và Alexandria, Ai Cập vào tháng 5. Rời khu vực Địa Trung Hải vào ngày 16 tháng 6, nó về đến Philadelphia vào ngày 25 tháng 6. Providence rời Delaware Capes vào tháng 10, tiến hành huấn luyện tại vịnh Guantánamo và Norfolk, Virginia trước khi khởi hành từ Hampton Roads vào ngày 3 tháng 2 năm 1947 để đi sang Địa Trung Hải. Sau các lượt tập trận và viếng thăm các cảng tại khu vực này, nó rời Athens, Hy Lạp vào tháng 5 và về đến Boston vào cuối tháng đó.

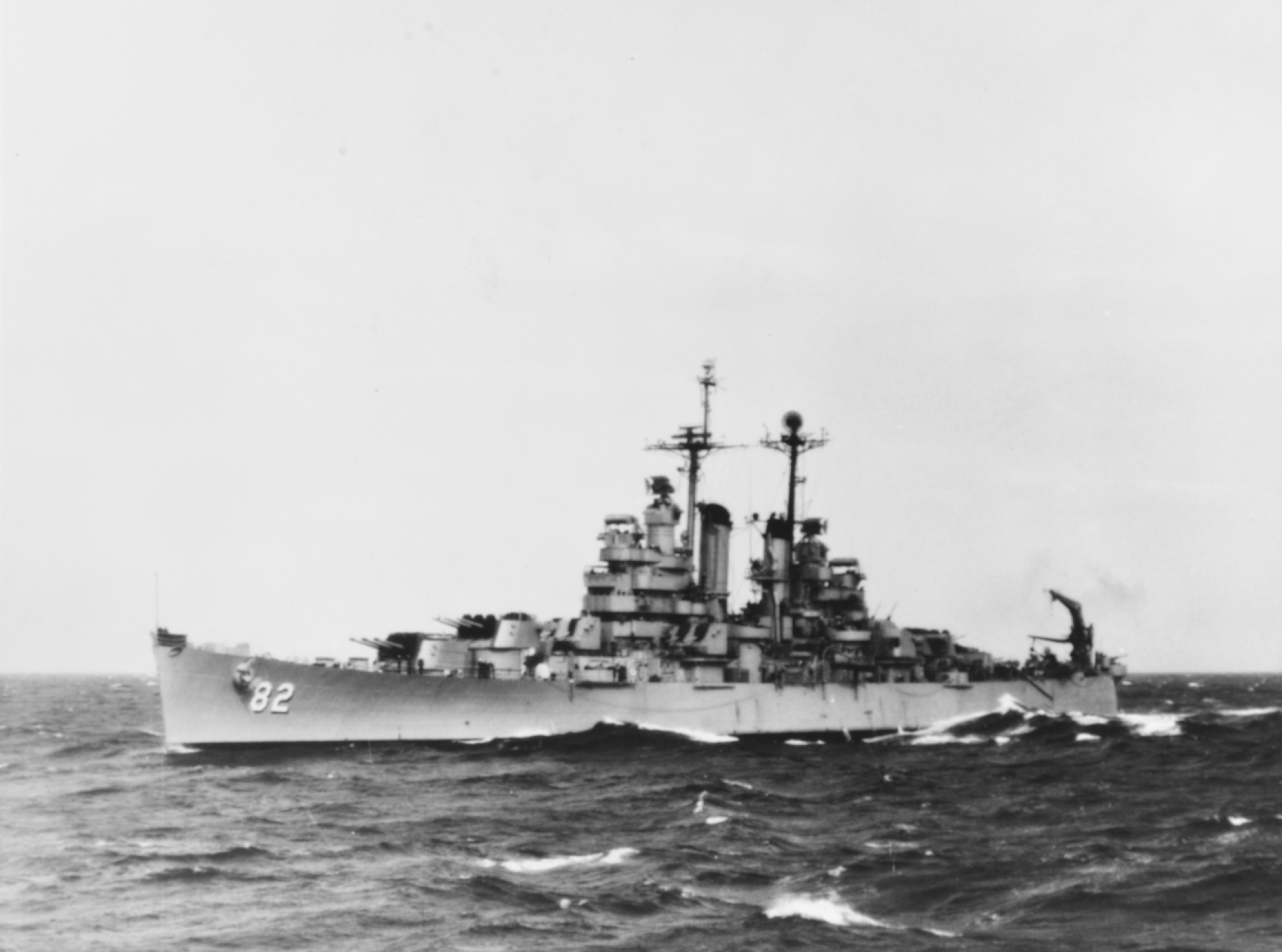
Providence vào khoảng năm 1948 như tàu tuần dương hạng nhẹ CL-82

Khởi hành từ Newport, Rhodes Island vào tháng 11, Providence lại hoạt động tại khu vực Địa Trung Hải từ ngày 20 tháng 11 năm 1947 đến ngày 2 tháng 3 năm 1948, viếng thăm Naples vào tháng 12, Taranto vào tháng 1, Trieste và Venice vào tháng 2 trước khi quay về Newport vào tháng 3. Lại lên đường từ Newport vào tháng 9 năm 1948, nó phục vụ cùng Đệ Lục hạm đội tại Địa Trung Hải từ ngày 23 tháng 9 năm 1948 đến ngày 14 tháng 1 năm 1949, viếng thăm Thessalonika vào tháng 10, Marseilles vào tháng 11, Trieste và Venice vào tháng 12 và Oran vào tháng 1 trước khi quay về Newport vào cuối tháng 1. Providence được cho xuất biên chế tại Boston vào ngày 14 tháng 6 năm 1949 và được đưa về Hạm đội Dự bị Đại Tây Dương.

### Thập niên 1960
Sau gần mười năm bị bỏ không, Providence được xếp lại lớp với ký hiệu lườn mới CLG–6 vào ngày 23 tháng 5 năm 1957. Nó trải qua một đợt hiện đại hóa để cải biến thành một tàu tuần dương tên lửa điều khiển, trở thành chiếc dẫn đầu cho lớp Providence. Công việc cải biến được tiến hành tại Boston từ tháng 6 năm 1957. Là một tàu tuần dương tên lửa, nó giữ lại tháp pháo 6 in (150 mm) số 1 phía trước, tháp pháo số 2 được thay bằng một tháp pháo 5 in (130 mm)/38 caliber nòng đôi; toàn bộ vũ khí phía đuôi được thay bằng tên lửa, và cấu trúc thượng tầng phía sau được đóng mới toàn bộ. Sau khi được trang bị hai dàn phóng tên lửa đất-đối-không RIM-2 Terrier cùng những thiết bị hỗ trợ cho kiểu vũ khí này, cũng như phương tiện chỉ huy để hoạt động như soái hạm của hải đội, Providence được cho nhập biên chế trở lại vào ngày 17 tháng 9 năm 1959 dưới quyền chỉ huy của Thuyền trưởng, Đại tá Hải quân Kenneth L. Veth.
Sau chuyến đi chạy thử máy ngoài khơi vịnh Guantánamo, Providence đi đến cảng nhà mới là Long Beach, California vào ngày 29 tháng 7 năm 1960. Sau một lượt sáu tháng phục vụ cùng Đệ Thất hạm đội, nó quay trở về Long Beach vào ngày 31 tháng 3 năm 1961. Nó tiến hành các đợt thực tập ngoài khơi bờ Tây, rồi đi đến Yokosuka, Nhật Bản vào tháng 5 năm 1962 để thay phiên cho con tàu chị em Oklahoma City trong vai trò soái hạm của Đệ Thất hạm đội. Trong các năm 1962 và 1963 nó tham gia các đợt tập trận của Hạm đội 7; và trong một chuyến viếng thăm Sài Gòn vào tháng 1 năm 1964, nó đã tiếp đón các quan chức của Nam Việt Nam và Hoa Kỳ, cùng chuyển giao hơn 38 tấn hàng viện trợ cho các tổ chức nhân đạo tại chỗ. Rời Yokosuka vào tháng 7 năm 1964, nó quay trở về Long Beach vào tháng 8. Đến tháng 10 năm 1964, nó bắt đầu thực tập tại khu vực Đông Thái Bình Dương. Từ tháng 1 đến tháng 6 năm 1965, thiết bị thông tin liên lạc của nó được hiện đại hóa. Trải qua phần còn lại của năm 1965 ngoài khơi bờ Tây cùng với Hạm đội 1, nó tham gia các cuộc tập trận và viếng thăm nhiều cảng dọc theo bờ Tây.
Được bố trí đến khu vực Tây Thái Bình Dương vào ngày 12 tháng 11 năm 1966, Providence một lần nữa thay phiên cho Oklahoma City trong vai trò soái hạm của Đệ Thất hạm đội vào ngày 1 tháng 12 tại Yokosuka, Nhật Bản. Lần đầu tiên trực tiếp can dự vào cuộc Chiến tranh Việt Nam, nó đã góp phần vào một đợt bắn phá lớn các vị trí đối phương tại Việt Nam vào ngày 1 tháng 4 năm 1967, và đã đấu pháo với một khẩu đội pháo bờ biển đối phương tại Khu phi quân sự vào ngày 25 tháng 5. Đến tháng 7, nó bắn pháo hỗ trợ cho các chiến dịch, và bắn phá các khu vực hậu cần của đối phương ở phía Nam Đà Nẵng vào ngày 10 tháng 10.
Trong suốt năm 1968, chiếc tàu tuần dương đã bắn pháo hỗ trợ ngoài khơi bờ biển Việt Nam ngoại trừ vào tháng 6 và tháng 12. Trong tháng 2 năm 1968, Providence can thiệp vào cuộc Tổng tấn công Tết Mậu thân, bắn pháo vào thành nội Huế. Hải pháo của nó đã bắn thủng một chỗ trên tường thành nội, giúp cho lực lượng Thủy quân Lục chiến Mỹ đột phá được vào thành nội Huế. Sau đó, Providence cùng với ba đội đặc nhiệm tàu sân bay lên đường đi sang biển Nhật Bản do vụ khủng hoảng sau khi chiếc tàu tình báo Pueblo bị phía Bắc Triều Tiên chiếm giữ.
Trong năm 1969, nó hoạt động cùng với Hạm đội 1 ngoài khơi bờ Tây Hoa Kỳ. Providence được cho xuất biên chế vào ngày 31 tháng 8 năm 1973. Tên của nó được cho rút khỏi danh sách Đăng bạ Hải quân vào ngày 30 tháng 9 năm 1978, rồi được bán cho hãng National Steel Corp., đảo Terminal, California vào ngày 15 tháng 7 năm 1980 để tháo dỡ.

## Phần thưởng
Providence được tặng tưởng sáu Ngôi sao chiến trận cho thành tích hoạt động trong cuộc Chiến tranh Việt Nam.
| Bronze star |             |                           |
|             |             |                           |
|             | Bronze star | Silver star · Bronze star |
|             |             |                           |

| Dãi băng Hoạt động Tác chiến                      | Dãi băng Hoạt động Tác chiến                                        | Đơn vị Tuyên dương Hải quân với 1 Ngôi sao Chiến trận               | Đơn vị Tuyên dương Hải quân với 1 Ngôi sao Chiến trận  |
| Huân chương Chiến dịch Hoa Kỳ                     | Huân chương Chiến thắng Thế Chiến II                                | Huân chương Chiến thắng Thế Chiến II                                | Huân chương Phục vụ Chiếm đóng Hải quân                |
| Huân chương Phục vụ Phòng vệ Quốc gia             | Huân chương Viễn chinh Lực lượng Vũ trang với 1 Ngôi sao Chiến trận | Huân chương Viễn chinh Lực lượng Vũ trang với 1 Ngôi sao Chiến trận | Huân chương Phục vụ Việt Nam với 6 Ngôi sao Chiến trận |
| Huân chương Anh Dũng Bội Tinh (Việt Nam Cộng Hòa) | Huân chương Dân vụ Bội tinh (Việt Nam Cộng Hòa)                     | Huân chương Dân vụ Bội tinh (Việt Nam Cộng Hòa)                     | Huân chương Chiến dịch Bội tinh (Việt Nam Cộng Hòa)    |